# Christian Friedrich von Ramin

Wappen derer von Ramin

Christian Friedrich von Ramin (* 8. Januar 1714 in Ramin, Randowscher Kreis; † 9. Februar 1761 in Stettin) war ein preußischer Justizjurist, von 1753 bis zu seinem Tode Vizepräsident der Pommerschen Regierung. 
Er war ein Angehöriger der adligen Familie von Ramin. Sein Vater Jürgen Bernd von Ramin  (* 1693; † 1775) war Landrat des Randowschen Kreises und Gutsbesitzer. Seine Mutter Elisabeth Eleonore (* 1698; † 1727) war ebenfalls eine geborene von Ramin. Sein Bruder Carl Bogislav von Ramin (* 1716; † nicht ermittelt) wurde wie der Vater Landrat des Randowschen Kreises.
Ab 1731 studierte Christian Friedrich von Ramin die Rechte an der Universität Frankfurt (Oder). Er ging in den preußischen Justizdienst. 1737 wurde er Regierungsrat an der Pommerschen Regierung in Stettin, 1745 war er hier Regierungs- und Konsistorialrat und adjungierter Lehnssekretär. 1753 wurde er schließlich als Nachfolger des verstorbenen Carl Joseph von Dewitz Vizepräsident. Er starb 1761; im Amt folgte ihm 1763 Gustav Heinrich von Enckevort. 

## Familie
Christian Friedrich von Ramin heiratete 1746 Anna Margaretha Dorothea von Schwerin, Tochter von Graf Hans Bogislav von Schwerin, Landjägermeister und Erbküchenmeister von Vorpommern. Aus der Ehe gingen fünf Söhne und zwei Töchter hervor. Die Tochter Dorothea Ulrike Charlotte heiratete Alexander von Knobelsdorff, der bis zum preußischen Generalfeldmarschall aufstieg. Die Tochter Anna Beate Luise heiratete Heinrich Bogislav Detlow von Schwerin, ihr gemeinsamer Sohn war der Landrat Heinrich von Schwerin.
Ramin erhielt von seinem Vater 1754 die Güter Ramin, Salzow, Sonnenberg, Retzin und Schmagerow. Die Güter fielen nach seinem Tod 1761 an seine Söhne.